# Preseka (żupania medzimurska)
Preseka – wieś w Chorwacji, w żupanii medzimurskiej, w gminie Gornji Mihaljevec. W 2011 roku liczyła 67 mieszkańców.